# Camarones (Colombia)
Camarones es un corregimiento  ubicada a 17 km al sur de Riohacha; en el departamento de La Guajira, Colombia. Se aleja a 2 km de la costa del mar Caribe. Su población la constituye la mezcla entre indígenas wayúus y afrocolombianos, aunque alrededor de sus centros poblados, también se encuentran comunidades indígenas que conservan de forma arraigada sus tradiciones ancestrales. Además, es cuna del Almirante José Prudencio Padilla y del primer congresista negro de Colombia, Luis Antonio 'El Negro' Robles que a sus 27 años de edad, fue elegido Representante a la Cámara en 1876.

## Propuesta de elevación a municipalidad
De hace varios años existe una propuesta para la creación de un nuevo municipio colombiano en el departamento de La Guajira entre los habitantes de los corregimientos: Choles, Matitas, Tigrera y Camarones, este último como cabecera municipal. Se desprendería del distrito de Riohacha.

## Generalidades
Es un corregimiento del Municipio de Riohacha, comprende los centros poblados Camarones (el cual supera los 7000 habitantes) y  Perico. Además, de numerosas rancherías habitadas por miembros de la etnia wayúu, así como pequeñas y grandes fincas. Está ubicado en la bajiplanicie guajira, constituida por una extensa sabana donde al horizonte del territorio puede observase el flanco norte de la Sierra Nevada.
El clima es seco y la temperatura varía entre 28 - 45 °C, lo que produce la sensación térmica de intenso calor en horas del día. Las lluvias más frecuentes se presentan entre los meses de septiembre y noviembre, aunque una serie de precipitaciones también caen entre mayo y julio. 
La costa se compone en gran parte de bajos acantilados arcillosos. Las playas son de arena blanca y se encuentran ubicadas en las desembocaduras de los ríos. La vegetación típica la constituyen las cactáceas, trubiyos y matorrales; con respecto a la fauna, se caracteriza por la presencia de aves, marsupiales como el nativo zorrichucho y roedores como las ardillas.
Camarones es el Corregimiento con mayor extensión en el Municipio de Riohacha, donde se encuentra el resguardo Indígena Wayuu Perratpu. Limita al norte con el Mar Caribe; al este con la cabecera municipal y el resguardo indígena Wayuu, al sur con los corregimientos de Arroyo Arena, Matitas y Choles; Al Suroeste con el corregimiento de Tigreras.  Posee una escuela de estudios primarios y secundarios llamada Institución Educativa Luis Antonio Robles y un centro de salud. Esta localidad está al margen izquierdo de la Ruta Nacional 90 o Transversal del Caribe.

## Reseña histórica

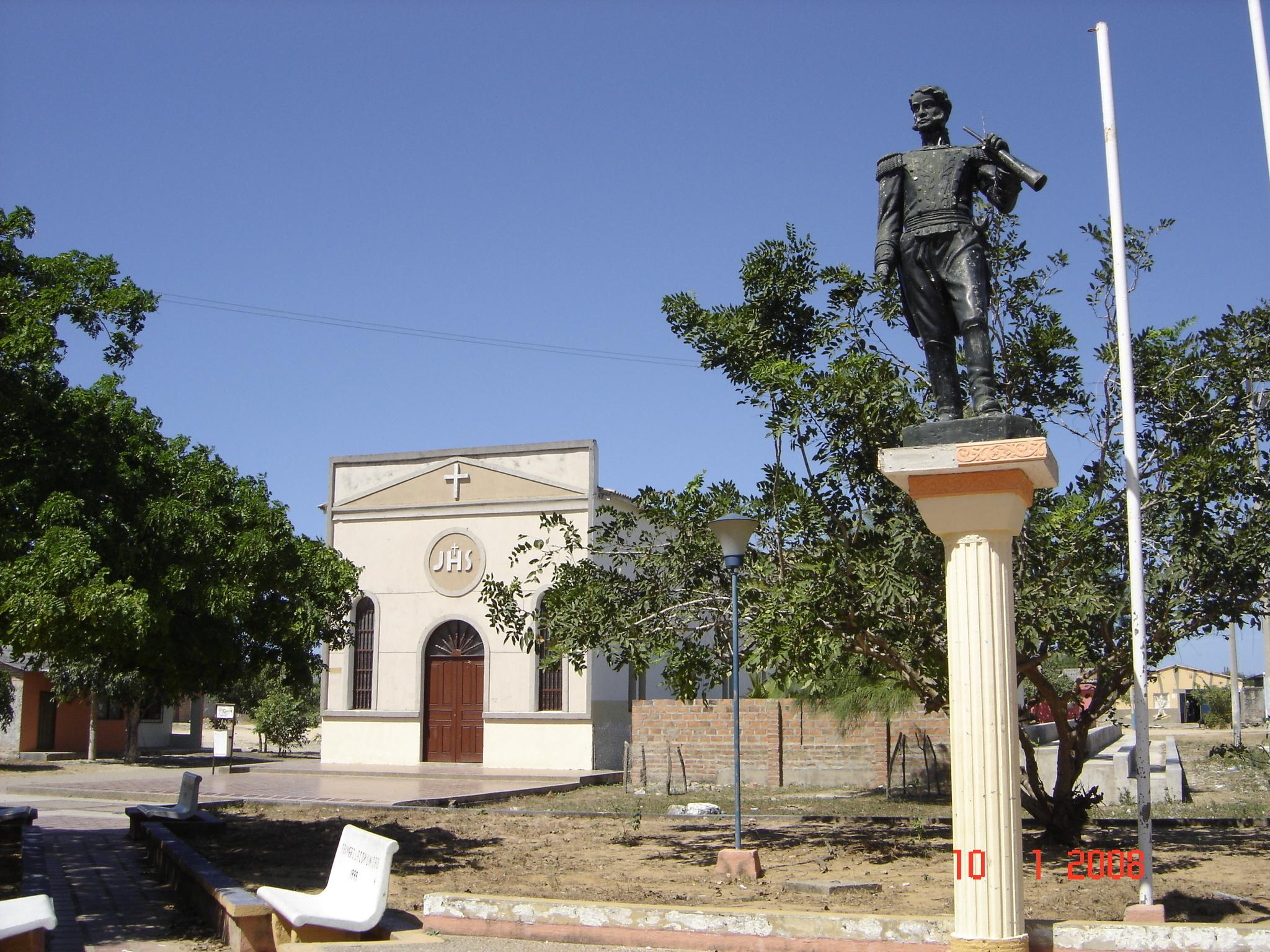
Estatua del Almirante Padilla en la antigua plaza de Camarones

La historia de la localidad es muy interesante. En el pasado estas tierras eran habitadas por un pueblo indígena extinto conocido como los guanebucanes, que según estudios, era perteneciente a la familia lingüística arawak y dominaba todo el territorio de lo que hoy es el Municipio de Riohacha. Este pueblo se dedicaba a la agricultura extensiva de muchos productos, ganadería intensiva, caza y pesca, minería y orfebrería. Sus viviendas eran de enramadas y palos, y por lo general convivían desnudos y en comunidades grandes. El pueblo desapareció con la llegada de europeos, aunque muchos de sus miembros se refugiaron en otros pueblos nativos como los koguis y wayúus.
En la época del colonialismo europeo, la localidad se ubicaba a pocos kilómetros del lugar donde actualmente se encuentra, y orillas de la playa. Sin embargo, la población era atacada y asaltada por corsarios, bucaneros y filibusteros que frecuentemente se hacían el botín a costa de los locales. Otro problema en el pasado era las marejadas que inundaban el pueblo y en ocasiones causaban estragos, lo que los obligó a trasladarse al sitio actual. 
A mediados del siglo XX, la población sufrió una constante emigración de familias y personas hacia otras localidades, en especial, la ciudad de Riohacha. En la actualidad se considera como una importante población de su Departamento por sus aspectos históricos, culturales y turísticos.

## Sitios importantes

### Bocas de camarones
En este lugar desembocan arroyos y riachuelos aledaños, inundando un vasto terreno conocido como la ciénaga Navío Quebrado y laguna Grande que en los meses lluviosos, el agua se desborda abriendo las líneas costeras (o bocas) permitiendo la entrada del agua del mar. Este estuario de mangles costeros es el parque nacional natural Santuario de fauna y flora los Flamencos hábitat temporal de flamencos rosados, que obtienen ese color por el consumo de artemias.

'La Casa Robles.'
En este lugar nació el ilustre guajiro Luis Antonio el Negro Robles, primer congresista afrocolombiano.

### Zona costera
Las playas de Camarones se ubican al margen derecho del parque natural; son anchas y extensas, de arena blanca y con abundante vegetación de palmeras y arbustos típicos de la región. Es considerado uno de los parajes turísticos más importantes de su Departamento.

## Actividades económicas
Aparte del turismo, en el Corregimiento de Camarones se desarrolla la ganadería intensiva de bovinos y chivos, la agricultura en baja producción de especies nativas como la yuca, auyama, patilla (o sandía), maíz entre otros. A 8 km al norte de la localidad se encuentra una finca acuícola de cultivo de camarón, aunque está paralizada, al parecer volvería a funcionar en algunos meses, al ser comprada por una empresa española.
La pesca es una de las principales actividades económicas del Corregimiento, siendo la del camarón, la más abundante y rentable para los pescadores.

## Costumbres y festividades
Por lo general, las personas festejan todas las fiestas patronales de santos y vírgenes que puedan; se celebran con devoción, música y parrandas. Con respecto a las exequias fúnebres, los familiares son enterrados con música y canciones que al difunto le agradaban.
En la localidad se celebra todos los años el Festival del Marisco, resaltando la riqueza gastronómica y marina de crustáceos, que posee el Corregimiento en especial el de camarón y langosta.
Otra festividad de Camarones es su carnaval, que celebra como todas las poblaciones de la Región Caribe colombiana. La música tradicional es el vallenato.

## Gastronomía
Uno de sus platos típicos y que le dan fama a la localidad, es el arroz de camarón (como se conoce comúnmente en su Departamento). Se hace con camarones secos que se exponen por varios días al sol, y se prepara de forma sencilla sin necesidad de agregarle otros productos alimenticios, ni colorantes. Es considerado por quienes saben del buen gusto, como el arroz de camarones más delicioso.

## Problemáticas sociales
Unos de los problemas que aquejan a la población, son los pésimos servicios públicos de electricidad y acueducto que prestan empresas transnacionales españolas. En la localidad no existe un sistema de alcantarillado, por lo que las familias construyen letrinas eficientes. Camarones pareciera que se ha quedado en el pasado debido a las pocas infraestructuras modernas que posee, eso se debe a la desatención por parte de las autoridades políticas. Esto ha llevado a una gran parte de la comunidad a promover la independencia de este con varios centros poblados de otros corregimientos circunvecino, para que este sea erigido como Municipio.

## Plano

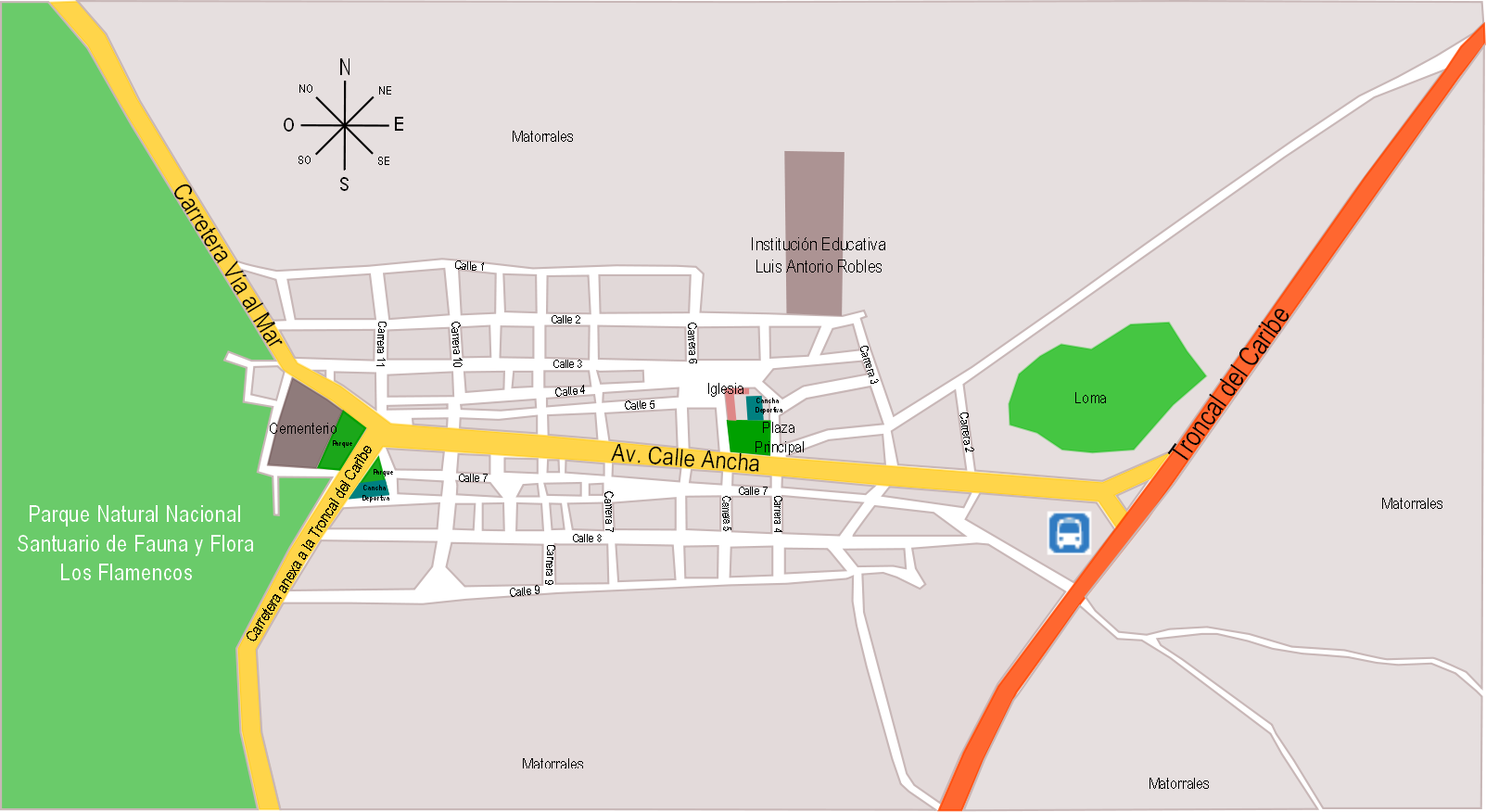
Comunidad Camarones